# 于塞勒区
于塞勒区（法語：arrondissement d'Ussel）是法国科雷兹省所辖的一个区。总面积2021.9平方公里，总人口41501，人口密度21人/平方公里（2018年）。主要城镇为于塞勒。

## 辖区
于塞勒区辖有80个市镇。